# Streiff (cheval)
Pour les articles homonymes, voir Streiff.
Streiff est un cheval de bataille Oldenbourg, monture du roi de Suède Gustave II Adolphe. 
Sa dépouille naturalisée est conservée au musée d'armurerie de Stockholm, le Livrustkammaren (en). 

## Histoire
Ce cheval appartient un premier temps au colonel de régiment de cavalerie allemand Johann Streiff von Lauenstein, qui lui lègue son nom. Il participe avec ce cavalier à la guerre de Trente ans pour le compte de la Suède. 
Streiff est vendu en novembre 1631 au roi Gustave II Adolphe pour la somme considérable de 1 000 riksdaler. Ce cheval reçoit une balle de mousquet dans l'encolure à la bataille de Lützen en 1632, mais survit et parvient à rejoindre les lignes suédoises ; en revanche son cavalier succombe à ses blessures. Les Suédois ne se rendent pas immédiatement compte que leur roi est mort ; c'est lorsque Streiff rejoint seul les lignes alliées qu'ils le réalisent.
Streiff fait partie du cortège funèbre du roi. Il meurt l'année suivante à Wolgast.

## Description
Streiff est un cheval de race Oldenbourg,.
Il mesure environ 1,50 m, ce qui est grand par comparaison aux moyennes de taille des chevaux de guerre de son époque.

## Héritage et honneurs

Tête de Streiff taxidermisé, au Livrustkammaren.

Streiff a été naturalisé après sa mort par le taxidermiste Kasten Meyner, portant le même harnachement que le jour où son cavalier a été tué.
Le cheval empaillé est visible au Livrustkammaren.